# Aleksandr Rechwiaszwili
Aleksandr Rechwiaszwili (gruz. ალექსანდრე რეხვიაშვილი, ur. 6 sierpnia 1974 w Tbilisi) – gruziński piłkarz występujący na pozycji pomocnika.

## Kariera klubowa
Rechwiaszwili karierę rozpoczynał w zespole Dinamo Tbilisi. W sezonach 1991/1992 oraz 1992/1993 zdobywał z nim dublet, czyli mistrzostwo Gruzji oraz Puchar Gruzji. W 1993 roku odszedł do Gurii Lanczchuti. Jego graczem był przez ponad rok. Następnie grał w ukraińskim Tempie Szepetówka i gruzińskim Metalurgi Rustawi.
W 1997 roku Rechwiaszwili przeszedł do łotewskiego Skonta. W ciągu sześciu sezonów gry dla tego klubu, sześć razy zdobył z nim mistrzostwo Łotwy (1997, 1998, 1999, 2000, 2001, 2002), a także pięć razy Puchar Łotwy (1997, 1998, 2000, 2001, 2002).
W 2003 roku odszedł do rosyjskiego Torpedo-Metałłurg Moskwa, gdzie spędził sezon 2003, podczas którego występował w pierwszej lidze. Następnie wrócił na Łotwę, gdzie został graczem zespołu FK Ventspils. W sezonach 2004 oraz 2005 wywalczył z nim Puchar Łotwy. Pod koniec 2005 roku przeniósł się do azerskiego Bakı FK, z którym w sezonie 2005/2006 zdobył mistrzostwo Azerbejdżanu.
W 2006 roku Rechwiaszwili odszedł do łotweskiej drużyny FK Jūrmala, gdzie w tym samym roku zakończył karierę.

## Kariera reprezentacyjna
W reprezentacji Gruzji Rechwiaszwili zadebiutował 28 kwietnia 1999 w przegranym 1:4 meczu eliminacji Mistrzostw Europy 2000 z Norwegią. W latach 1999–2005 w drużynie narodowej rozegrał 21 spotkań.